# Haploscoloplos simplex
Haploscoloplos simplex är en ringmaskart som beskrevs av Anne D. Hutchings 1974. Haploscoloplos simplex ingår i släktet Haploscoloplos och familjen Orbiniidae. Inga underarter finns listade i Catalogue of Life.